# Provinz Tlemcen
Die Provinz Tlemcen (arabisch ولاية تلمسان, DMG Wilāyat Tilimsān, tamazight ⴰⴳⴻⵣⴷⵓ ⵏ ⵜⵍⴻⵎⵙⴻⵏ Agezdu n Tlemsen) ist eine Provinz (wilaya) im westlichen Algerien. Die Provinz liegt an der marokkanischen Grenze im Atlasgebirge und umfasst eine Fläche von 9408 km².
Rund 906.000 Menschen (Schätzung 2006) wohnen in der Provinz, die Bevölkerungsdichte beträgt somit rund 96 Einwohner pro Quadratkilometer.
Hauptstadt der Provinz ist Tlemcen. Für den westalgerischen Wirtschaftsraum und die angrenzenden marokkanischen Gebiete besitzt der Hafen von Ghazaouet eine große Bedeutung. Dieser verfügt über eine Eisenbahnanbindung. In der Provinz wurde der Rotwein Coteaux de Tlemcen angebaut.

## Administrative Unterteilung
Die Provinz ist unterteilt in 20 Bezirke, bestehend aus 53 Gemeinden.

### Bezirke
1. Aïn Talout
2. Bab El Assa
3. Bensekrane
4. Béni Boussaïd
5. Béni Snous
6. Chatouane
7. Felaoucene
8. Ghazaouet
9. Hennaya
10. Houanaine District (Honaine)
11. Maghnia
12. Mansourah
13. Marsa Ben M'Hidi
14. Nedroma
15. Ouled Mimoun
16. Remchi
17. Sabra
18. Sebdou
19. Sidi Djillali
20. Tlemcen

### Gemeinden
1. Ain Fetah (Ain Fettah)
2. Ain Fezza
3. Ain Ghoraba
4. Ain Kebira
5. Ain Nehala
6. Ain Tellout (Ain Tallout)
7. Ain Youcef
8. Amieur
9. Azails
10. Bab El Assa
11. Beni Bahdel
12. Beni Boussaid
13. Beni Mester
14. Beni Ouarsous
15. Beni Rached
16. Beni Smiel (Beni Semiel)
17. Beni Snous
18. Bensekrane
19. Bouhlou
20. Chetouane
21. Dar Yaghmoricene (Dar Yaghmouracene)
22. Djebala
23. El Aricha
24. El Bouihi (Bouihi)
25. El Fehoul
26. El Gor
27. Fellaoucene
28. Ghazaouet
29. Hammam Boughrara
30. Hennaya
31. Honaine (Houanaine)
32. Maghnia
33. Mansourah
34. Marsa Ben Mhidi (Marsa Ben M'Hidi)
35. Msirda Fouaga
36. Nedroma
37. Oued Chouli (Oued Chouly)
38. Ouled Mimoun
39. Ouled Riyah
40. Remchi
41. Sabra
42. Sebaa Chioukh (Sebbaa Chioukh)
43. Sebdou
44. Sidi Abdelli
45. Sidi Djilali (Sidi Djillali)
46. Sidi Medjahed
47. Souahlia
48. Souani
49. Souk Thlata (Souk Tleta, Souk Tlata)
50. Terni Beni Hediel (Terny Beni Hediel, Tirni Beni Hediel)
51. Tianet
52. Tlemcen
53. Zenata